# Sainte-Anne-de-Bellevue

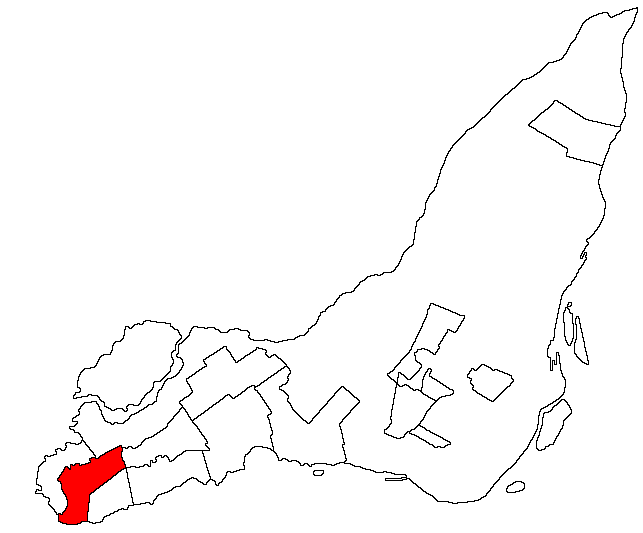
Sainte-Anne-de-Bellevue na mapie wyspy Île de Montréal

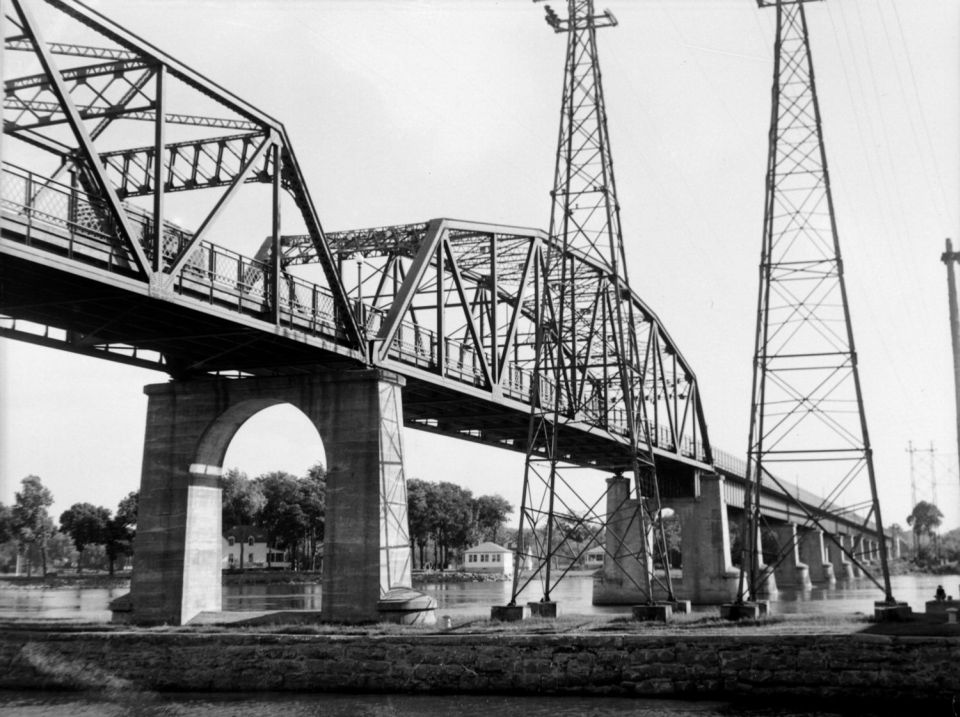
Galipeault Bridge. July 20, 1948.

Sainte-Anne-de-Bellevue – miasto w Kanadzie, w prowincji Quebec, w regionie Montreal. Leży w obszarze metropolitarnym Montrealu.
1 stycznia 2002 Sainte-Anne-de-Bellevue zostało włączone do Montrealu. 20 czerwca mieszkańcy byłego miasta przegłosowali opcję odłączenia, co doprowadziło do odzyskania praw miejskich i odłączenia się od Montrealu 1 stycznia 2006 roku.
Liczba mieszkańców Sainte-Anne-de-Bellevue wynosi 5 197. Język francuski jest językiem ojczystym dla 43,4%, angielski dla 39,0% mieszkańców (2006).
W Sainte-Anne-de-Bellevue urodził się biskup Edouard Michaud.